# Supercoppa lettone 2024 (pallavolo femminile)
La Supercoppa lettone 2024, 5ª edizione della Supercoppa nazionale femminile di pallavolo, si è svolta il 28 settembre 2024: al torneo hanno partecipato due squadre di club lettoni e la vittoria finale è andata per la prima volta al RSU.

## Formula
La formula ha previsto una gara unica.

## Squadre partecipanti
| Squadra               | Qualificazione                    |
| --------------------- | --------------------------------- |
| Rīgas Volejbola skola | Vincitrice Coppa di Lettonia 2023 |
| RSU                   | Vincitrice Nacionālā Līga 2023-24 |

## Torneo
| 28 settembre 2024 Jēkabpils Sporta nams, Jēkabpils Durata: 1h:09 - Spettatori: 123 | RSU | 3 - 0 | Rīgas Volejbola skola | 25-21, 25-10, 25-23 |